# Almeida Garrett
Juan Bautista da Silva Leitão de Almeida Garrett, escritor romántico portugués y político liberal y masón (Oporto, 4 de febrero de 1799-Lisboa, 9 de diciembre de 1854).

## Trayectoria
Hijo de António Bernardo da Silva Garrett y Ana Augusta de Almeida Leitão, el escritor pasó parte de su infancia en Portugal, pero tuvo que huir a las Azores (Angra do Heroísmo) cuando las tropas napoleónicas invadieron Portugal. En 1818 se trasladó a Coímbra, dónde se matriculó en Derecho. Aún en 1821 publicó O retrato de Vênus, una obra que le costó un proceso por ser considerado "materialista, ateo e inmoral".
Participó en la revolución liberal de 1820, y tuvo que partir para el exilio en 1823, después de la Vilafrancada. Antes se había casado con Luísa Midosi, de apenas 14 años. Fue en Inglaterra dónde tomó contacto con el movimiento romántico. Siguió se trasladó a Francia, donde escribió Camões (1825) y Dona Branca (1826). En 1826 fue amnistiado y regresa a Portugal con los últimos emigrados, pero tendrá que abandonar el país nuevamente en 1828 con el regreso del rey absolutista Miguel I. Aquel año acababa de perder una hija recién nacida. En Inglaterra de nuevo, publica Adozinda (1828) y Catão (1828).
Almeida Garrett, junto con Alexandre Herculano y Joaquim António de Aguiar, toma parte en el Desembarque del Mindelo. A su regreso a Portugal, Garrett podrá dedicarse a la actividad literaria con más calma por el resto de sus días. Después de separarse de Luisa en 1835 (que lo había traicionado en Bruselas), pasó a vivir con Adelaide Pastor hasta la muerte de esta en 1841.
Publicó su famosa pieza teatral, Frei Luís de Sousa, en 1843 y su obra cumbre, Viajes por mi tierra, en 1846. Este libro combina varios géneros y lenguajes (clásico y popular, oral del narrador) que remiten al viaje sentimental de Laurence Sterne; se mezclan en él el estilo de los viajeros (el que hizo el autor de Lisboa a Santarém) y la invención novelesca con los personajes de Carlos, Frei Dinis y Joaninha de gran vitalidad. Se le considera el punto de arranque de la moderna prosa portuguesa y referencias ineludible de ella.
Murió en 1854 víctima del cáncer. Su estatua está en pleno centro de Oporto, en el inicio de la calle de su nombre.

## Obras
- 1819 - Lucrécia
- 1820 - O Roubo das Sabinas (poema escrito en su juventud)
- 1820 - Mérope (teatro)
- 1821 - O retrato de Vênus (poesía)
- 1821 - Catão (teatro)
- 1825 - Camões (poesía)
- 1826 - Dona Branca (poesía)
- 1828 - Adozinda (poesía)
- 1829 - Lírica de João Mínimo (poesía)
- 1829 - O tratado "Da Educação"
- 1830 - Portugal na Balança da Europa
- 1838 - Um Auto de Gil Vicente (teatro) (A Auto de Gil Vicente)
- 1842 - O Alfageme de Santarém (teatro)
- 1843 - Romanceiro e Cancionero Geral, tomo 1
- 1843 - Frei Luís da Sousa (teatro)
- 1845 - Flores sem Fruto (poesía)
- 1845 - O Arco de Santa Ana I (ficción)
- 1846 - Falar Verdade un Mentir (teatro)
- 1846 - Viagens na Minha Terra (ficción) I
- 1846 - D. Filipa de Vilhena (teatro)
- 1848 - As profecías do Bandarra; Um Noivado no Dafundo;
- 1848 - Um Noivado no Dafundo
- 1848 - A sobrinha do Marquês (teatro)
- 1849 - Memorias Históricas de José Xavier Mouzinho da Silveira
- 1850 - O Arco de Santa Ana II (ficción)
- 1851 - Romanceiro e Cancionero Geral, tomo 2 e 3
- 1853 - Folhas Caídas (poesía)
- 1854? - Helena (ficción)
- 18? -  Tio Simplício (teatro)
- 18? - Afonso de Albuquerque
- 1871 - Discursos e Memorias Biográficas Parlamentares

## Traducciones
- Fra Luís de Sousa, Diputación de Barcelona, 1997 ISBN 978-84-7794-508-6
- Viajes por mi tierra , Pre-Textos, 2004 ISBN 978-84-8191-575-4;y Krk, 2007, ISBN 978-84-8367-029-3